# ライジング ザン ザ・サムライガンマン
『ライジング ザン ザ・サムライガンマン』（RISING ZAN THE SAMURAI GUNMAN）は、ウエップシステムから1999年3月25日に発売されたPlayStation用の3Dアクションゲームである。2011年12月21日にはスタジオ斬を発売元としてゲームアーカイブスでダウンロード販売が開始された。日本国外においては同名タイトルで1999年9月30日に発売されている。

## 概要
「少し昔のアメリカ人から見た変な日本」をモチーフにしたアクションゲーム。主人公が修行先で手に入れた日本刀と自分で改造したハンドライフルを使って戦う内容で、「ヘリコプターのように日本刀を振り回すとジャンプの飛距離が伸びる」「野球のように敵の撃った弾を刀ではじき返す」などの不条理なアクションが評判となった。
銃と剣を同時に使ったゲームとしては、カプコンよりPlayStation 2用として発売された『デビルメイクライシリーズ』があるが、本作の方が時代を先取りしていたと言える。特異な世界観や、笑いを誘う不思議なアクション、後述の演出類、そしてパッケージの帯に「やっちゃった」と書かれているなど、真性バカゲー的特徴を持つ作品である。

### 主題歌
主題歌には作詞・作曲・編曲いずれも開発スタッフによる、本作オリジナルの楽曲が使われている。日本版の主題歌は『サムライガンマン 斬 ザ・ザーン』で、歌手には影山ヒロノブが起用された。
日本国外版の主題歌は主人公「斬」役の声優Greg Weberの歌う『Johnny No More』という別の曲になっている。日本版よりやや落ち着いた印象の、どちらかというと格好良さを押し出したような大きく雰囲気の異なる曲となっている。

### 作品中の言語
本作の特徴として、会話シーンの演出が取り上げられることも多い。
会話はアメリカ映画などのように日本語字幕付きで展開されるが、主人公や敵幹部などの主要人物が普通の英語を話すのに対し、敵構成員などの言葉がやる気の無い日本語単語の羅列のようなもので馬鹿馬鹿しくなっている。
例えば力士の姿の敵が喋る時には「お前のような（ピー）野郎を、道場に入れる訳にはいかんドスコイ!」という字幕に対し、実際の音声は「どすこいどすこい（ぴー）どすこいどすこい!」といった具合である。他にも、「ゴワスゴワスゴワス！」や「カブキカブキカブキ!」などの字幕と合致していない珍妙な台詞が全編に渡って繰り広げられる。
制作スタッフによると、日本国外版を出す話があったのでその時にそのまま使えるようこのような演出にしたと語っている。

## ゲームストーリー
大開拓時代のアメリカ、ヒーローを夢見る青年ジョニーはとある田舎町で保安官見習いをしていた。ある時彼は、ここ最近行方不明者が頻発している渓谷があるという噂を聞いた。渓谷へとたどり着いたジョニーだったが、突然彼を見たこともない出で立ちの一団が襲った。ジョニーは何とか応戦するも、一団の中の奇面の男により顔面に傷を負わされ、崖から落とされてしまった。
一団はジパングを席巻し、アメリカの侵略をも企てている暗殺団『邪火龍（ジャッカル）』だった。忍び稼業をしていた老師「マスター・スズキ」に助けられ、九死に一生を得たジョニーは、奴らに勝つため以前聞いたジパングの刀術を教えて欲しいと懇願する。ジョニーの願いを受け入れたスズキは、彼とともに修行のためジパングへ渡った。
ジョニーは自らの名前を『斬』と改め、厳しい修行の末、刀と銃を同時に扱う『生涯無敵流』を開眼。邪火龍を倒すため、いま生まれ故郷の西部へ戻る。
戦え!スーパーウルトラセクシィヒーロー…その名は斬!

## ゲームシステム
ライフ制のアクションゲームで残機（プレイヤーストック）の概念はなく、ライフゲージが0になるとその場でゲームオーバーになる。刀と銃の両方を使って攻撃をするが、銃に弾切れなどは無い。
ライフゲージの右側に「スピリッツゲージ」というゲージがあり、「真刃斬り（マッハぎり）」などのコマンド技を使用すると減っていく。このゲージがある程度溜まっていないとコマンド技を出すことが出来なくなるが、コマンド技を使わずにいれば徐々に回復していく。
その他にも、画面左上に「ヒーローメーター」というものがあり、敵を倒す、敵に捕まっている人間を救助する、「漢イベント」を成功させることで上昇する。一定以上溜めた状態で△ボタンを押すと「ハッスルタイム」に突入することが出来る。「ハッスルタイム」に入ると主人公が倍速で移動したり、コマンド技が使い放題になるなどの効果が得られる。
敵を倒しつつステージを進み、最後に待ち構えるボスを倒せばステージクリア。ステージをクリアすると、「TIME（クリアにかかった時間）」、「LIFE（終了時のライフ）」、「KATANA（刀を使った割合）」、「GUN（銃を使った割合）」、「SEXY（敵の攻撃を弾いて攻撃する、ダメージを受けずノーガードで連続攻撃をすることなどで上昇）」、「TODOME（後述の『トドメ・ファイナル』で得たポイント）」を総合して主人公のヒーローとしての評価が下される。評価は「CHICKEN」、「HERO」、「ULTRA SEXY HERO」など5種類ある。
ゲームは練習1ステージ＋本編9ステージの合計10ステージ構成となっている（本作ではステージ数は「～th IMPACT」と表記される）。ゲームの進行状況はメモリーカードにセーブすることが可能で、到達したステージまでであれば好きなステージを選んで再開することができる。2周目以降はなく、最終ステージをクリアするとエンディングが流れてゲーム終了となる。

### 漢イベント（おとこイベント）
1ステージに最大1回挿入され、主人公の身に降りかかってきたピンチをボタン連打で切り抜ける。方向キーやLRボタンも含めて、合計12のボタンを連打しなければならないため気合いが要求される。成功すれば「ヒーローメーター」が増加するが、押し負けたり時間切れになったりすると失敗となり、ダメージを受けてしまう。ちなみに結果によるストーリーの分岐はなく、変化は会話の内容のみにとどまる。

### トドメ・ファイナル
敵のボスにダメージを与えて体力をゼロにすると、「トドメ・ファイナル」と呼ばれるトドメのシーンが入る。漢イベントと同じ要領で全てのボタンを連打し、それによって稼いだ時間内でどれだけ連続技を決めるかによって「TODOME」ポイントが決定され、ステージクリア時の評価に影響が出る。
また、トドメを刺している間は主題歌の一節が流れる。

## 登場キャラクター

### 主人公とその周辺
斬（ザン）：声 - Greg Weber
本作の主人公。本名はジョニー。保安官見習いであったが、謎のサムライに襲われ、マスター・スズキに助けられる。そのままスズキに弟子入りしてジパングで修業した後、「スーパーウルトラセクシィヒーロー」と自称する。
初音（はつね）：声 - Rebbeca Wink
斬の師匠スズキの孫娘。
マスター・スズキ：声 - Chrales Martinet
斬の師匠。
ヴァレリー：声 - Deb Sale
斬＝ジョニーの幼馴染。
ケヴィン
斬＝ジョニーの父親。作中では既に故人。
酒場のおやじ：声 - Terry Mcgovern
斬の故郷の町の住人。第1ステージ開始前のムービーに登場。奇妙な出で立ちの斬を敵と間違え発砲するが、程なく本人と気づき、斬の言動に呆れながらも注意を呼びかける。
パンツマン
敵に捕まった町の住人たち。帽子にトランクス一丁の姿で縛り上げられ、ステージ中でひどい目に遭わされている。攻撃で縄を切るなどして救い出すとお礼を言いながら去ってゆき、ヒーローメーターが増加する。
木人（もくじん）
ジパングの忍者が修行相手として作ったという人形。練習ステージ「SHUGYO」にてザコ敵として登場する。
超木人（ちょうもくじん）
正式名称は「超木人 1.5G HYPER（-1.5ギガハイパー）」。木人の強化版で、「SHUGYO」にてボスとして登場する。

### 虐殺武闘団 邪火龍（ぎゃくさつぶとうだん ジャッカル）
本作において敵となる暗殺団。
幹部の鷹魔将と唐栗男以外のキャラクターは、言語の都合上、日本人の声優が声をあてている。エンディングのキャストロールでは平川大輔以下7人の名前が確認できる。ただし配役は不明。

#### 首領・幹部
邪火龍帝（ジャッカルてい）
邪火龍の女帝。設定とイメージイラストのみが存在するキャラクターで、ゲーム中には登場しない。
鷹魔将（たかましょう）：声 - David Nowlin
邪火龍・米国西部方面軍の若き総司令官。保安官見習いだった頃の斬（ジョニー）を崖から落とし、瀕死の重傷を負わせた張本人でもある。ゲーム中ではFINAL IMPACTの中ボスとして登場する。
日本国外版では「LOKI（ローカイ）」という名前に変更されている。また、没キャラクターの中には「ホークアイ」という似たイメージのキャラクターがいた。
- 武器：邪火刀 弥陀羅・弥陀玲（じゃっかとう みだら・みだれ）
- 技：襲閃、真神速斬、狂花散撃、狂花死撃、激鷹衝、無双撃、真神速斬二重

唐栗男（から くりお）
米国西部方面軍の作戦参謀。小柄で甲高い声の老人で、作中では円盤のような機械に乗っていることが多い。物語の要所要所に登場し、7th IMPACTの最後で直接対決することになる。
日本国外版では「Mr.Gizmo」という名前に変更されている。

#### ボス格の構成員&カラクリ
ヤマブシー
名前どおり山伏のような姿をしている1st IMPACTのボス。はじめは「ゴンドラー1号」に乗って落下物で攻撃するが、それが破壊されるとこん棒を振り回して突進する「ゴワスアタック」で攻撃してくる。前述のとおり音声は「ゴワスゴワス」で、「ゴワッゴワッゴワー！」と笑う。
- 武器：こん棒（ゴワス金棒）
- 技：タル&タライ攻撃、ゴワスアタック

起爆之介六号（キバクノスケろくごう）
脚の生えた大名駕籠のような2nd IMPACTのボス。「キバク、キバク」という作動音を出しながら一定のコースを歩き、時おり真っ赤になって回転攻撃を仕掛けてくる。この時は必殺技中の無敵時間に当たってもダメージを受ける。
邪火龍の構成員を巻き込まずに、町を吹き飛ばす大型爆弾に点火するための自律起爆装置。導火線で用は足りるが、敢えて高度な技術力が投入されている。管制システムに問題があり、目的地まで無駄に遠回りして向かうようになっている。現在のシックな和風デザインに落ち着いたのは五号からで、それまでは人型・馬型などさまざまなデザインのものが考案・開発されていた。
- 武器：痛棒（いたいぼう）
- 技：回転、大爆発

スモーチャンプ
後光のような派手な飾りのついた力士姿の、3rd IMPACTのボス。土俵を中心に動き、射程の長い炎やオーラを飛ばす張り手、四股を踏んでダルマを落とすなど、スモーを極めすぎたがゆえの多彩な遠距離攻撃で攻めてくる。
出自はスモーコンテストの準優勝者で、前線基地を兼ねたスモー道場を構えている。当初は後述の「ハラダシー」に改造される予定だったが、毛深い体が問題となり急遽新型暗黒霊魔兵への改造に予定を変更。その後の異例のスピード出世によりボスに昇格したという過去も持つ。#作品中の言語での例示のとおり、音声は「ドスコイドスコイ」。
- 武器・技：八裂張り手、チャンコファイヤー、四股クエイク、ダルマ

ナグルン
唐栗男が作り出した、大型の機巧ロボット。4th IMPACTのボス。「ナーグールーン！」という叫び声を上げるが、電子頭脳の能力の大半はこの叫び声に費やされているらしい。
- 武器：ナグアーム
- 技：ジェットアッパー、ジェットフック、ラリアット、ハンマーパンチ

ショーグン
鎧武者のような5th IMPACTのボス。手にした2本の刀を振りかざし、2種類の衝撃波を繰り出して攻撃してくる。また瞬間移動を駆使するため、ロックオンが頻繁に外されるという厄介な相手。
金鉱を守護しており、自身の掌を巨大化させて分離し遠隔操作する事が可能。この「ショーグンハンド」によって坑道内部を監視・管理する。音声は「じゃけんじゃけん」。
- 武器：正宗、村正
- 技：3連撃、正宗突き、村正突き、十秒殺

ゲイシャクイーン
芸者を思わせる姿の6th IMPACTのボス。正面にレーザーを放射しながらの回転や簪・扇を飛ばす攻撃を、一定の順序でひたすら繰り返す。その場で動かないためか、視点は常にボスに固定される。
邪火龍のアメリカ本拠・浮世絵城の第一階層を守る。実は花魁だが、邪火龍内部でもその違いを理解している者は少なく、最近は面倒臭くて一々「自分はゲイシャではない」と訂正するのを止めている。三半規管はヤマブシーの1000倍強く、そのためかいくら回転しても目を回すことは無いようである。鉄扇を操るため腕力も強化されており、ミドニンジャーを平手打ちで80メートル吹っ飛ばした伝説が残っている。音声は「キモノキモノ」。
- 武器：ゲイシャ鉄扇
- 技：鉄扇&炎、簪ミサイル、水芸レーザー

ナグルン改（-かい）
ナグルンの改良型。唐栗男自らが乗り込んで操縦する。7th IMPACTのボス。片腕のみだったナグアームを両手に装備、攻撃手段も大幅に増えた。
- 武器：ナグアーム
- 技：スクリューパンチ、ダダッコパンチ、パンチングゲイザー

カブキング
歌舞伎役者のような8th IMPACTのボス。
暗殺術にまで昇華されたKABUKIを継承する歌舞伎座の二代目座長で、浮世絵城の上層を守っている。スモーチャンプとは仲が良いらしい。
和太鼓マシーンから流れるKABUKIリズムに乗っている間は、あらゆる攻撃を受け付けない。だが根が小心者なので、和太鼓が破壊されるとうなだれて何も出来なくなる。音声は「カブキカブキ」。
- 武器・技：髪洗い、大見得スマッシュ、千両地雷

暗黒霊魔獣（あんこくれいまじゅう）
唐栗男の手により生み出された魔獣。FINAL IMPACTに登場する。「強羅式（ごうらしき）」と「外賂式（げろしき）」がいて、外賂式がゲーム上の最終ボスにあたる。
- 武器・技：殴り3発、体当たり、レーザー、回転アタック、邪力玉&邪力溜り

#### その他の構成員&カラクリ
ミドニンジャー
名前どおり緑色の忍者型の敵。主人公のほうへ走ってきて、手にした刀による連続斬りで攻撃してくる。
後述の「ワラワラー」に次ぐ下級兵。攻撃の動作自体は素早いが、常に日々の雑用で疲れたまま戦いに駆り出されているため、攻撃の頻度は緩い。音声は「ミドミド」だが、字幕では「-ジャー」と話す。
- 武器：忍者刀

アカニンジャー
赤い忍者型の敵。バック転で主人公の攻撃をかわし、手につけた鉄の爪での連続突きで攻撃する。字幕つきで喋るシーンが無く、ゲーム中では叫び声のような音声しか発しない。
- 武器：爪

キニンジャー
黄色い忍者型の敵。己の肉体を武器に、空手殺法を駆使して襲ってくる。音声は「ワチョワチョ」。
- 技：PKK、飛び蹴り、一撃必殺

アオニンジャー
青い忍者型の敵。テレポートで主人公を撹乱しつつ爆弾を投げてくる。音声は「だがねだがね」。
- 武器：爆弾

モモニンジャー
桃色の忍者型の敵で、女性の団員。踊りのような動きで主人公を翻弄し、短刀を投げてくる。音声は「モモ、モモ」。
- 技：天井投げ、回転投げ

ハラダシー
トサカのような髪を生やした肥満体形の団員。二人一組での「堕撫琉攻撃（だぶるこうげき）」と呼ばれるコンビネーションが得意で、かわるがわる突進してきたあと主人公の周辺で鉞を振るって攻撃する。
攻撃に特化して生み出されたため知性には欠けるが、そのパワーは絶大で周囲からも恐れられている。体臭や体脂肪率も絶大で、恐れられるとともに心配されているという。音声は「ちゃんこちゃんこ」。
- 武器：巨大鉞（きょだいまさかり）
- 技：ダシーアタック、兜砕き、ぶん回し

ナデシコー
女性の団員で、スモーチャンプの側近的存在。距離をとって、主人公めがけて短刀を投げてくる。攻撃するとテレポートで移動する。音声は「ジャカジャカ、ジャッカル」。
- 武器：短刀

オオヅツ
名前どおり腕に大砲をつけたモヒカン頭の構成員。離れた場所から砲弾で攻撃してくる。間合いを詰めると腕を振るって攻撃してくる。音声は「フンガーフンガー」。
- 武器・技：大砲、腕

ウシワッカ
牛若丸を思わせる姿の小柄な構成員。手にした棍棒をプロペラのように振り回して空を飛び、棍棒による上空からの突きや急降下体当たりで攻撃してくる。音声は「ナリナリ」。
- 技：降下爆撃、3連撃

ハナガッサー
8th IMPACTの「春」の舞台に登場する中ボス。女形であり、性別は男。腕につけた花笠を使いこなす。音声は「ハナハナ、ハナガサ」。
- 技：鐘落とし、花笠フリスビー、花笠アタック

ヌッシー
8th IMPACTの「夏」の舞台に登場する中ボス。大友黒主を思わせる姿をしている。衣を扇風機のように広げて回転させ、大風で主人公を吹き飛ばしたり吸い込んだりしながら弾を撃ってくる。
その風量ゆえ、邪火龍内部では夏場の強力扇風機として重宝されているらしい。音声は「ヌシヌシ」。
- 武器・技：羽、瘴気弾

ゴエモン
8th IMPACTの「秋」の舞台に登場する中ボス。石川五右衛門を思わせる姿をしている。ガマガエルのようなマシンに乗って舞台上を左右に移動し、雷を落とす光弾やカエルの口からのレーザーで攻撃してくる。音声は「ゴエゴエ」。
- 技：雷、レーザー

ゴンゴーロ
8th IMPACTの「冬」の舞台に登場する中ボス。歌舞伎十八番『暫』の登場人物、鎌倉権五郎景政を思わせる姿。主人公に近づいてきて、恐ろしく長い刀で斬りつけてくる。音声は「シバシバ、シバラク」。
- 技：横斬り、縦斬り、暫斬り

キョウゲッキ
FINAL IMPACTで鷹魔将戦の前に登場する派手な出で立ちの敵。2人組で出現し、主人公に近づいてきて両手に持った刀を振るって攻撃してくる。音声は「キョゲキョゲ、キョーゲキ」。
- 技：ローリングアタック

ワラワラー
真・ワラワラー
藁人形のような敵。下っ端的存在で、主人公の周囲に群がり体に刺さった巨大な釘で突いて攻撃する。真・ワラワラーはFINAL IMPACTに登場する黒いワラワラーで、能力はワラワラーと変わらないが攻撃が激しい。
- 武器：50寸釘

シーザー
狛犬型の敵。台の上などに固定されて動かず、口から火の玉を吐く。
- 武器：火の玉

フクスケダー
名前どおり福助のような姿。7th IMPACTの漢イベントでのみ登場。外れた頭部が巨大化し、「もうかりまっか」と連呼しながら通路いっぱいに転がって主人公を襲う。倒すと「ぼちぼちでんな～」と叫んで爆発する。
かつては量産されており、数十体の大群で町一つを10分で壊滅できる性能を誇ったが、目的の金塊をも木端微塵にしてしまうため、本来の目的には使用されなくなった。ちなみに下着は常に新品。
チャハコビン

コムゾウ
虚無僧を思わせる姿のカラクリ兵士。集団で主人公の周囲に寄ってきて、回転しながら両腕の刃で斬りつけてくる。
「目が回るので回転攻撃が長時間できない」というヤマブシーの弱点を克服すべく、新開発のカラクリを搭載したものの、こちらも構造上の問題で攻撃時に激痛が走るため、結局長時間の回転はできなかったという。
アカニンジャーと同様、字幕付きで喋るシーンが無い。
- 技：コムゾウ徒琉根怒

ダイコクテン
その名のとおり七福神の大黒天のような姿の敵。空中や物陰から「コケシミサイル」を放って攻撃してくる。音声は「ホエホエ」。
- 武器：コケシミサイル

#### 兵器など
ハリテノ山（-やま）
大型の力士型カラクリ。3rd IMPACTの漢イベントに登場する。
多目的爆走列車 弐虎壱（たもくてきばくそうれっしゃ ニコイチ）
線路2本分の軌道を疾走する巨大列車。4th IMPACTの舞台でもある。
武流怒愚（ブルドッグ）
5th IMPACTの後半に登場。列車型の敵で、主人公の乗るトロッコの後方から迫り、突進などで攻撃してくる。

## ステージ紹介
各ステージにはそれぞれサブタイトルが付けられている。なお日本国外版のサブタイトルには漢字の部分がなく、英文の部分（以下の～…～の部分）のみとなっている。
SHUGYO：開眼 ～THE ART OF KATANA & GUN～
敵地ではなく、ジパングに築かれた修行場の内部。チュートリアルステージであり、マスター・スズキと初音のナビゲーションに従い、木人たちを相手にしつつ進むことで基本的な操作からボス戦までを一通り学ぶことができる。このステージに限りライフゲージ・スピリッツゲージが存在せず、必殺技は使い放題で敵の攻撃をいくら受けてもゲームオーバーにならない。
また一度クリアするとステージ上には巻物が設置され、これの取得数やクリアタイム、受けたダメージに応じて本編ステージとは異なるプレイ評価が下される。
- BGM：金字塔（ステージ）、堅甲利兵（ボス）

1st IMPACT：火蓋 ～HERE COMES ZAN～
斬の故郷に築かれた敵の前線基地のステージ。敵の下級兵ワラワラーやミドニンジャーなどが主に襲ってくる。ステージ途中にある人間大砲のギミックでは、正しい大砲を選ばなければ先に進めない。ミドニンジャー+アカニンジャーというように、体力のある敵が異種混合で現れる数少ないステージでもある。
- BGM：斬新奇抜（ステージ）、悪逆無道（ボス）

2nd IMPACT：霞道 ～WILD IN THE STREET～
斬の故郷の隣町のステージ。敵ボスの側近ナデシコーが街の時計台を爆破しようと企んでいる。道中とボス戦の区別、および漢イベントが存在せず、ステージ中をステージボスにあたる起爆之介が常に動き回っているという珍しい構成。
このステージでは時間制限があり、起爆之介が時計台の爆薬の元に到達する前に敵の攻撃を掻い潜って破壊しなければならない。失敗すると起爆之介が「大爆発」を使用し、主人公の残りライフに関係なくゲームオーバーとなる。
- BGM：勇気凛凛（ステージ）

3rd IMPACT：朱門 ～ORIENTAL DARK POWER～
スモーチャンプが取り仕切る、前線基地を兼ねたスモー道場の内部。シーザーのような一風変わった障害物状の敵やハラダシーなどの体力の高い中ボスクラスの敵キャラが出始めるほか、ステージマップがやや入り組み始め、アイテム部屋なども存在する。
- BGM：津津浦浦（ステージ）、万夫不当（ボス）

4th IMPACT：爆走 ～HELL TRAIN～
鉱山へ向かう邪火龍所有の列車「弐虎壱」の内部。箱形の車体が連なる列車である都合上マップこそ単純だが、オオヅツなどの中ボスが待ち構えているほか時限爆破式の監獄車両や、複雑に組み合わさった動く電撃バーを掻いくぐって進む車両など、多彩なトラップが主人公の行く手を阻む。
- BGM：有耶無耶（ステージ）、鬼哭啾啾（ボス）

5th IMPACT：滑走 ～SHOGUN IN A GOLD MINE～
邪火龍が金の採掘を行う鉱山のステージ。前半はアオニンジャーをはじめとする敵の攻撃や、彼らの操るトラップを突破しながら進む。後半はトロッコに乗り、タイトル通り鉱山内の線路を滑走する。高速走行する中で敵の攻撃や障害物が迫ってくるほか、切り替えないと同じところを回り続ける分岐器などもあり、反射神経が要求される。終盤はトロッコ後方から迫ってくる怪列車「武流怒愚」との戦いがあり、それを突破することで鉱山の主・ショーグンの居場所へと至る。
- BGM：苦節十年（ステージ前半）、韋駄天（ステージ後半）、威風堂々（ボス）

6th IMPACT：入獄 ～ZAN VS GEISHA～
邪火龍がアメリカ西部に構える根城「浮世絵城」の下層部。ゲイシャクイーンの取り仕切る遊郭エリアへと通じており、途中には鐘突き堂がある。またその先には小部屋が連なったザコラッシュ地帯があり、そこでは時間内に突破しないと最初の部屋に戻されるというトラップがある。
- BGM：異国情緒（ステージ）、綾羅錦繍（ボス）

7th IMPACT：機巧 ～MECHANICALWORK GRUDGE～
浮世絵城の中層部。唐栗男の統率するカラクリ兵士たちが多数待ち構えており、彼の子分チャハコビンが行く先々で現れる。開始早々にフクスケダーの奇襲による漢イベントが挿入されたり、人質救出をかけてカラクリ兵士と戦うなど、時にミニゲームの体裁をとったイベント的な戦闘が繰り広げられる。
- BGM：唐変木（ステージ）、寄寄至極（ボス）

8th IMPACT：宴刻 ～IT'S A KABUKI SHOW～
浮世絵城の上層部。
- BGM：有頂天（ステージ）、春花秋月、邪火龍（中ボス）、金城湯池（ボス）

FINAL IMPACT：「斬」 ～RISING ZAN～
浮世絵城の最上部。
- BGM：千秋楽（ステージ）、活殺自在（中ボス1・第1段階）、鎧袖一触（中ボス1・第2段階）、魑魅魍魎（中ボス2）、驚天動地（ボス）